# 럼 러너스
럼 러너스(BOULEVARD DU RHUM, RUM RUNNERS)는 프랑스에서 제작된 로베르 앙리코 감독의 1971년 드라마 영화이다.

## 출연
- 브리지트 바르도
- 리노 벤투라
- 클라이브 레빌
- 안토니오 카사스
- 기 마르샹